# Ogród zoologiczny w Ołomuńcu
Ogród zoologiczny w Ołomuńcu – ogród zoologiczny o powierzchni 42 ha założony w 1956 roku w pobliżu Ołomuńca..